# Готфрід Денис Рудольфович
Дени́с Рудо́льфович Готфрід (5 лютого 1975, Магнітогорськ, Челябінська область, СРСР) — колишній український важкоатлет, призер Олімпійських ігор, дворазовий чемпіон світу у сумі двоборства. Заслужений майстер спорту України з важкої атлетики.
Тренувався у Михайла Мацьохи. Бронзову олімпійську медаль Денис Готфрід виборов на Олімпіаді в Атланті у важкій вазі. 
В 1999 переміг на чемпіонаті світу в Афінах з результатом 430 кг. (195+235), у 2002 на чемпіонаті світу в Варшаві з результатом 420 кг.(190+230) у категорії до 105 кг.
В 2003 закінчив карєру через травми.
У 2014 році — підполковник Внутрішніх військ МВС України, головний тренер спортивної команди внутрішніх військ.
Дружина — Світлана, самбістка і дзюдоїстка, Заслужений майстер спорту України, друга дружина — Анастасія, грузинська важкоатлетка.